# Dorce Gamalama
Dorce Gamalama (Solok, 21 de julio de 1963 – Yakarta, 16 de febrero de 2022) fue una presentadora, cantante y actriz indonesia.

## Biografía
Fue nombrada como Dedi Yuliardi Ashadi en el momento del nacimiento, y fue educada por su abuela después de que sus padres murieran cuando tenía ella un año de edad. Su abuela la llevaba, a la vez que a una escuela elemental, a cantar con un grupo llamado los Hermanos Bambang. El nombre artístico «Dorce» se lo dio originalmente Myrna, la líder del grupo de danza transgénero Fantastic Dolls, porque cuando ella trabajaba como tal, Dorce a menudo actuaba como mujer desde su adolescencia, aunque su figura masculina era notoria. Para complementar la totalidad de su personalidad y apariencia en el escenario, Dorce se sometió a una cirugía de reasignación de sexo en Surabaya en 1983.  Más tarde comenzó a ser conocida como Dorce Gamalama. El nombre Gamalama proviene del monte Gamalama en la isla de Ternate. Después de su regreso del hach, cambió su nombre a Dorce Gamalama Halimatussadiyah.

## En televisión
Fue presentadora de televisión, donde conducía su programa de entrevistas Dorce Show en Trans TV desde enero de 2005. También fue cantante, logrando establecer un récord en el Indonesian Record Museum (MURI) por lanzar nueve discos en tan solo un año y cinco meses. 

## Vida personal
Adoptó tres hijos y creó orfanatos que han cuidado de miles de niños. Escribió su autobiografía, titulada "Aku Perempuan". Dorce Gamalama era de ascendencia minangkabau. El 9 de noviembre de 2008, Dorce asistió al funeral de Imam Samudra, uno de los hombres ejecutados por los atentados de Bali en 2002. Gamalama pasó media hora en la casa del hombre que fue ejecutado y habló con la madre de él. Al salir, ella fue referida diciendo "Estoy segura de que se ha ido al cielo". El 12 de mayo de 2009, Dorce anunció que su espectáculo había sido cancelado.